# Most sv. Trojice, Sankt Peterburg

Most sv. Trojice (rusko: Tróицкий мост, Troitskiy Most) je dvižni most čez reko Nevo v Sankt Peterburgu, Rusija. Kamenoostrovski prospekt povezuje s Suvorovim trgom. To je bil tretji stalni most čez Nevo, ki ga je med leti 1897 in 1903 zgradilo francosko podjetje Société de Construction des Batignolles. Dolg je 582 metrov in širok 23,6 metra.
Most je ime dobil po cerkvi sv. Trojice, ki je nekoč stala na njegovem severnem koncu. V 20. stoletju je bil znan kot Most enakosti (rusko: мост Ра́венства, 1918–1934) in Kirovski most (rusko: Ки́ровский мост, 1934–1999).

## Zgodovina in gradnja
Leta 1803 je bil pontonski Voskresenski most, ki je bil zgrajen leta 1786 v bližini Voskresenskega prospekta (zdaj Črnšeševski prospekt), preseljen v Poletni vrt. Leta 1825 je bil zgrajen pontonski Suvorovski most, ki je povezal Suvorov trg s trgom sv. Trojice.
Leta 1892 je bil razpisan natečaj za gradnjo trajnega mostu. Javilo se je 16 ruskih in evropskih inženirjev, med njimi tudi en francoski inženir od Gustava Eiffla, ustvarjalca znamenitega Eifflovega stolpa v Parizu. Zmagal je koncept zunaj konkurence Paula Bodina, ki so mu pomagali Arthur Flachet, Vincent Chabrol in Claude Patouillard iz francoske Société de Construction des Batignolles. Nekaj prispevkov k njihovemu predlogu je prispevala ekipa ruskih inženirjev. Pri projektu je sodelovala tudi posebna komisija Carske akademije umetnosti, vključno z Leonom Benoisom.
Gradnja se je začela 12. avgusta 1897. Na slovesnosti je bil prisoten francoski predsednik Félix Faure. Nikolaj II. Ruski je v istem političnem duhu postavil temeljni kamen za Pont Alexandre III. v Parizu, še en spomenik francosko-ruske zveze. Most je bil dokončan leta 1903, v času 200-letnice Sankt Peterburga. 
Prvotno je imel most devet razponov. Pet teh je bilo trajnih kovinskih zakovičenih, z novimi sistemi konzolno-ločnih nosilcev in postopnim povečevanjem dolžine razponov od bregov do sredine reke. Triločni granitni viadukt je kovinski osrednji odsek povezal z desnim bregom, na levi breg pa se je priključil dvokrilni dvižni del. Zasnova srednjih razpokov, pri katerih enojni neprerezani nosilci prečkajo več kot en razpon, znatno razbremeni napetost na srednjem delu lokov, zmanjšuje potrebno oporo v reki in daje konstrukciji nežno obliko loka. Most je okrašen z litoželeznimi ograjami z umetniškim ulivanjem, granitnimi stebri z lučmi in kovinskimi tribarvnimi svetilkami v slogu art nouveau.
Obeliski, ki so pri vhodu na most s trga Suvorov so bili obnovljeni leta 1955. V letih 1965–1967 so bili dvokrilni dvižni deli obnovljeni kot enokrilni. Pri tem je bila dolžina podaljšana na 43 metrov, videz pa  oblikovan po drugih kovinskih razponih. Na levem bregu je bil postavljen granitni ločni pristop. Med rekonstrukcijo so pobočja utrdili, ob levem bregu pa postavili granitne obloge.
Menijo, da je sovjetski pilot Valery Čkalov v 1930-ih letel s svojim letalom pod mostom sv. Trojice - medtem ko za ta dogodek ni dokumentarnih dokazov. Leta 1940 je Evgenij Borisenko ta podvig večkrat ponovil med snemanjem filma Valerij Čkalov.   Na Čkalov podvig se sklicuje Boris Grebenščikov v svoji pesmi Pod mostom kot Čkalov.